# Tomás Bartomeus
Tomás Javier Bartomeus (n. Cambyretá, Paraguay, 27 de octubre de 1982) es un futbolista paraguayo. Juega de defensa.

## Trayectoria
El 3 de octubre de 2015 fue sancionado por un mes por un caso de dopaje.

## Selección nacional
Debutó en la selección de Paraguay el 17 de noviembre de 2010 ante Hong Kong por un encuentro amistoso.

## Clubes
| Club         | País     | Año       |
| ------------ | -------- | --------- |
| Universal    | Paraguay | 2005-2006 |
| Rubio Ñu     | Paraguay | 2007      |
| Rubio Ñu     | Paraguay | 2008-2010 |
| Guaraní      | Paraguay | 2010-2018 |
| General Díaz | Paraguay | 2019-2020 |
| Guaireña FC  | Paraguay | 2020-2022 |

## Palmarés

### Títulos nacionales
| Título                       | Club     | País     | Año  |
| ---------------------------- | -------- | -------- | ---- |
| Segunda División de Paraguay | Rubio Ñu | Paraguay | 2008 |
| Torneo Clausura              | Guaraní  | Paraguay | 2016 |
| Copa Paraguay                | Guaraní  | Paraguay | 2018 |